# Masacre de Vinkt

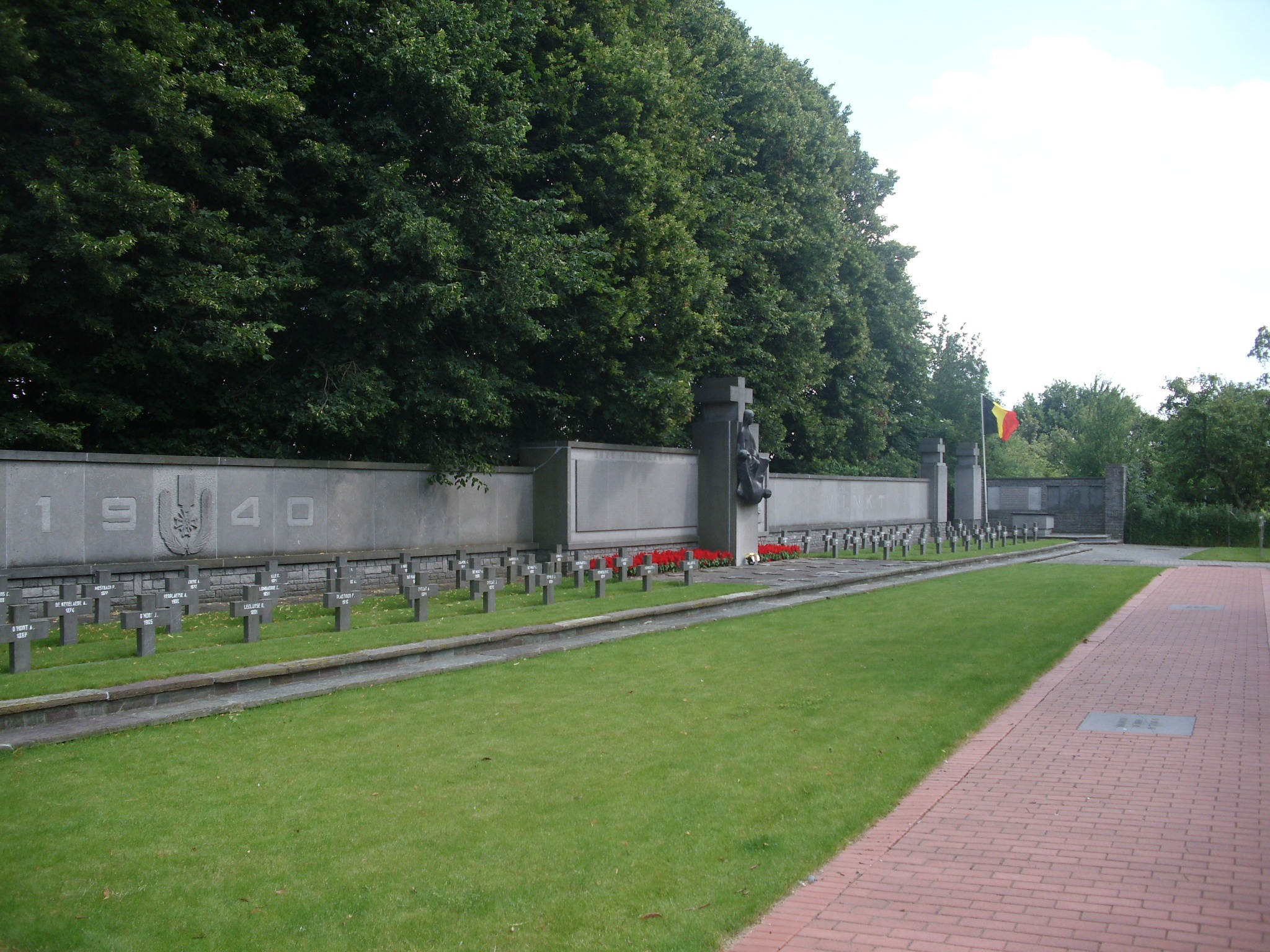
Memorial de la Segunda Guerra Mundial - Martelarenplein - Vinkt - Deinze - Flandes Oriental - Bélgica.

Vinkt es un pueblo pequeño de Bélgica, situado 20 km al sudoeste de Gante, que forma parte de la ciudad de Deinze. Actualmente tiene una población cercana a los 1200 habitantes. Fue cerca del puente sobre el Canal de Schipdonk donde en mayo de 1940 al menos 86 civiles fueron asesinados por la Wehrmacht en un incidente conocido en Bélgica como la Masacre de Vinkt.

## La situación del 25 de mayo
El ejército alemán seguía avanzando hacia el oeste, empujando a la Fuerza Expedicionaria Británica (que intentaba escapar hacia Dunkerque) y al ejército Belga, en esa situación la población de Vinkt se convirtió en un objetivo estratégico, porque se sitúa a ambos lados de la carretera sur que va de Gante hacia Lille, y sobre en el Canal de Schipdonk que bloqueaba el avance alemán hacia el oeste. Sin embargo, el 25 de mayo, ambas partes ya sabían el resultado de la batalla por Francia: el ejército francés se había derrumbado y el ejército belga se había reducido a la prolongación de la guerra con el único propósito de proteger a los británicos.
El puente sobre el Canal Schipdonk estaba siendo ocupado por la Primera División Belga con los Chasseurs ardennais (que en el ejército belga de la época significaba un regimiento de tanques de los cinco regimientos de la división - el resto son conductores de moto y ciclistas). Coincidió además que esta división resultó ser una de las más motivadas en el ejército belga. El mando belga decidió no destruir sino proteger el puente, con el fin de ayudar a los rezagados británicos como fuese posible en su camino al oeste, y también a muchos refugiados belgas en su camino hacia el sur: más de un millón de belgas (la mayoría de ellos a pie, ya que los coches y los caballos habían sido requisados por los diferentes ejércitos) se convirtieron en refugiados. La noticia de lo ocurrido en Vinkt causaría un millón más para huir al sur o al oeste. A mediados de junio, de acuerdo con cifras de la Cruz Roja, el 30% de la población belga se había ido del país.
Al llegar cerca del puente, el 25 de mayo, la 225ª División alemana, integrada en su mayoría por soldados con mala formación, venía de Itzehoe, en el norte de la zona Hamburgo, y le fue imposible cruzar. A continuación se llevaron a 140 civiles rehenes y los utilizaron como escudos humanos. Los  Cazadores ardennais lograron continuar hostigando las posiciones alemanas con gran precisión, y el cruce permanecía imposible, a consecuencia de ello una granada explotó entre los rehenes, matando a 27 de ellos.

## Cifra total de víctimas
La mayoría de las fuentes dan la cifra de 86 ejecutados.